# 何剛 (明朝)
何刚（？—1645年），字悫人，上海人，明朝末年官員。

## 生平
崇禎十七年（1644年）正月，李自成在西安稱帝並準備進攻北京，何刚前往北京上书崇禎帝，向朝廷推薦浙江東陽、義烏鄉勇鎮守河南抵抗李自成。崇禎帝讚賞何刚的舉動，立即擢升何刚為职方司主事，前往金华募兵。
何刚離開北京不久，北京被李自成攻陷，崇禎帝自殺。何刚立刻來到南京。不久升職為本司员外郎，並帶兵聽從史可法的指揮。史可法和何剛對彼此都非常滿意。馬士英不爽，於是讓何剛擔任遵义知府，把他派往外地當官。但何刚還沒來得及上任，滿清南下包圍揚州，何刚協助史可法防守揚州。揚州被攻破後，何剛投井自殺。